# Ley orgánica de municipalidades (Perú)
La ley orgánica de municipalidades, o ley 27867, es la norma peruana que rige «la creación, origen, naturaleza, autonomía, organización, finalidad, tipos, competencias, clasificación y régimen económicos» de los gobiernos locales en el país, tanto distritales como provinciales. Fue publicada en el Diario El Peruano el 27 de mayo de 2003. Esta ley establece juntas vecinales, en que los representantes de sus distritos realizan labores de fiscalización.

## Contenido
La norma contiene 166 artículos distribuidos en trece títulos y disposiciones complementarias:
- Título I Disposiciones generales
- Título II La organización de los gobiernos locales
- Título III Los actos administrativos y de administración de las municipalidades
- Título IV El régimen económico municipal (véase Presupuesto del Perú)
- Título V Las competencias y funciones específicas de los gobiernos locales
- Título VI El uso de la propiedad en armonía con el bien común
- Título VII Los planes de desarrollo municipal concertados y los órganos de coordinación
- Título VIII Los derechos de participación y control vecinal
- Título IX Las relaciones interinstitucionales y conflictos de competencias
- Título X Las municipalidades de centro poblado y las fronterizas
- Título XI La promoción del desarrollo municipal en zonas rurales
- Título XII La transferencia fiscal y la neutralidad política
- Título XIII La municipalidad metropolitana
  - Capítulo I Disposiciones generales
  - Capítulo II El concejo metropolitano
  - Capítulo III La alcaldía metropolitana
  - Capítulo IV Las competencias y funciones metropolitanas especiales
  - Capítulo V La asamblea metropolitana
  - Capítulo VI Los órganos de asesoramiento metropolitano
  - Capítulo VII Las rentas metropolitanas especiales

## Modificatorias
El 2 de febrero de 2022 el Congreso de la República aprobó la ley 31433, promulgada el 6 de marzo de 2022, que cambia las atribuciones y responsabilidades de los Concejos Municipales y Consejos Regionales. La ley 31433 también modifica la ley orgánica de gobiernos regionales.